# 대한민국의 장애인 아시안 게임 중계권
이 문서는 대한민국의 장애인 아시안 게임에 관한 방송 중계 권리를 보호하는 제도이다.

## 개최

### 장애인
| 개최국          | 개최명                    | 방송사        | 방송사        | 비고 |
| --------------- | ------------------------- | ------------- | ------------- | ---- |
| 광저우          | 2010년 장애인 아시안 게임 | KBS, MBC      | KBS, MBC      |      |
| 인천            | 2014년 장애인 아시안 게임 | KBS, MBC, SBS | KBS, MBC, SBS |      |
| 자카르타-팔렘방 | 2018년 장애인 아시안 게임 | KBS, MBC, SBS | KBS, MBC, SBS |      |
| 항저우          | 2022년 장애인 아시안 게임 | SPOTV         | 아프리카TV    |      |
| 나고야          | 2026년 장애인 아시안 게임 | SPOTV         | SPOTV         |      |
| 도하            | 2030년 장애인 아시안 게임 | TBA           | TBA           |      |
| 리야드          | 2034년 장애인 아시안 게임 | TBA           | TBA           |      |

## 같이 보기
- 대한민국의 스포츠 중계권
- 대한체육회
- 아시안 게임 대한민국 선수단